# Pelagophyceae
Classe
Les Pelagophyceae sont une classe de microalgues eucaryotes de la lignée brune (règne des Chromistes). 

## Liste des ordres
Selon AlgaeBase (3 août 2017) et World Register of Marine Species (3 août 2017) :
- ordre Pelagomonadales R.A.Andersen & G.W.Saunders
- ordre Sarcinochrysidales Gayral & Billard